# Людвиг из Казории
Святой Лю́двиг из Казо́рии (Лудови́ко да Казория; итал. Ludovico da Casoria), в миру Арка́нджело Пальментье́ри (итал. Arcangelo Palmentieri, 11 марта 1814, Казория, Кампания — 30 марта 1885, Неаполь) — итальянский католический священник-францисканец. Основал монашеские конгрегации «Серые Монахи Милосердия» (итал. Frati Bigi della Carità) и «Сёстры Святой Елизаветы» (итал. Suore Elisabettiane Bigie).

## Жизнь

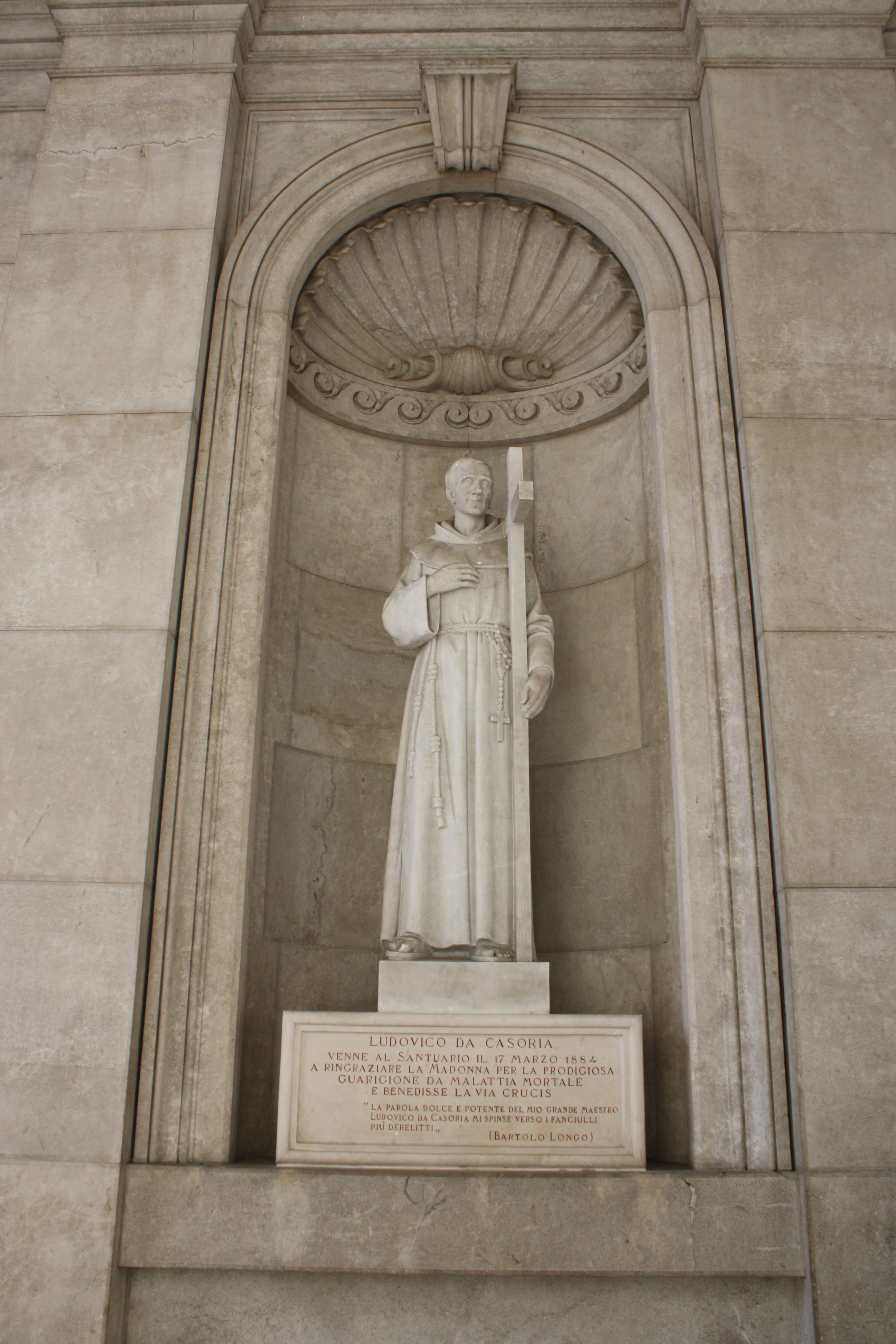
Статуя Людвига из Казории в церкви Девы Марии Розария (Помпеи).

Родился в Казории 11 марта 1814 года. В юности он учился на краснодеревщика. Поступил в новициат ордена меньших братьев в июле 1832 года, взяв имя Лудовико. Спустя пять лет был рукоположен в сан священника и определён преподавать философию, математику и химию во францисканском монастыре Сан-Пьетро в Неаполе.
Посвятил жизнь заботе о бедных и нуждающихся, основывая диспансеры и приюты. Приблизительно в 1852 году открыл школу для обучения африканских детей, выкупленных из рабства, и основал учреждения для глухих и немых. Также заботился о пожилых членах своего ордена, открыв для них лазарет и другие благотворительные учреждения в Неаполе, Флоренции и Ассизи.
В 1859 году в Сан-Пьетро основал религиозную конгрегацию терциариев, состоявший из францисканцев-мирян. Орден стал известен как «Серые Монахи Милосердия» из-за традиционного сероватого цвета францисканских хабитов. Три года спустя он также учредил аналогичную конгрегацию для женщин — «Сёстры Святой Елизаветы» — святой покровительницей которой выбрал Елизавету Венгерскую, одну из первых францисканских терциарок. Святой Престол формально одобрил орден серых монахов в 1877 году; в 1971 году орден был распущен из-за небольшого числа членов конгрегации. «Сёстры Святой Елизаветы» и по сей день ведут деятельность в Италии, Соединённых Штатах Америки, Эфиопии, Индии, Панаме и на Филиппинах.
Примерно в 1876 году Лудовико тяжело заболел; он так и не оправился полностью и умер девять лет спустя, 30 марта 1885 года.

## Прославление

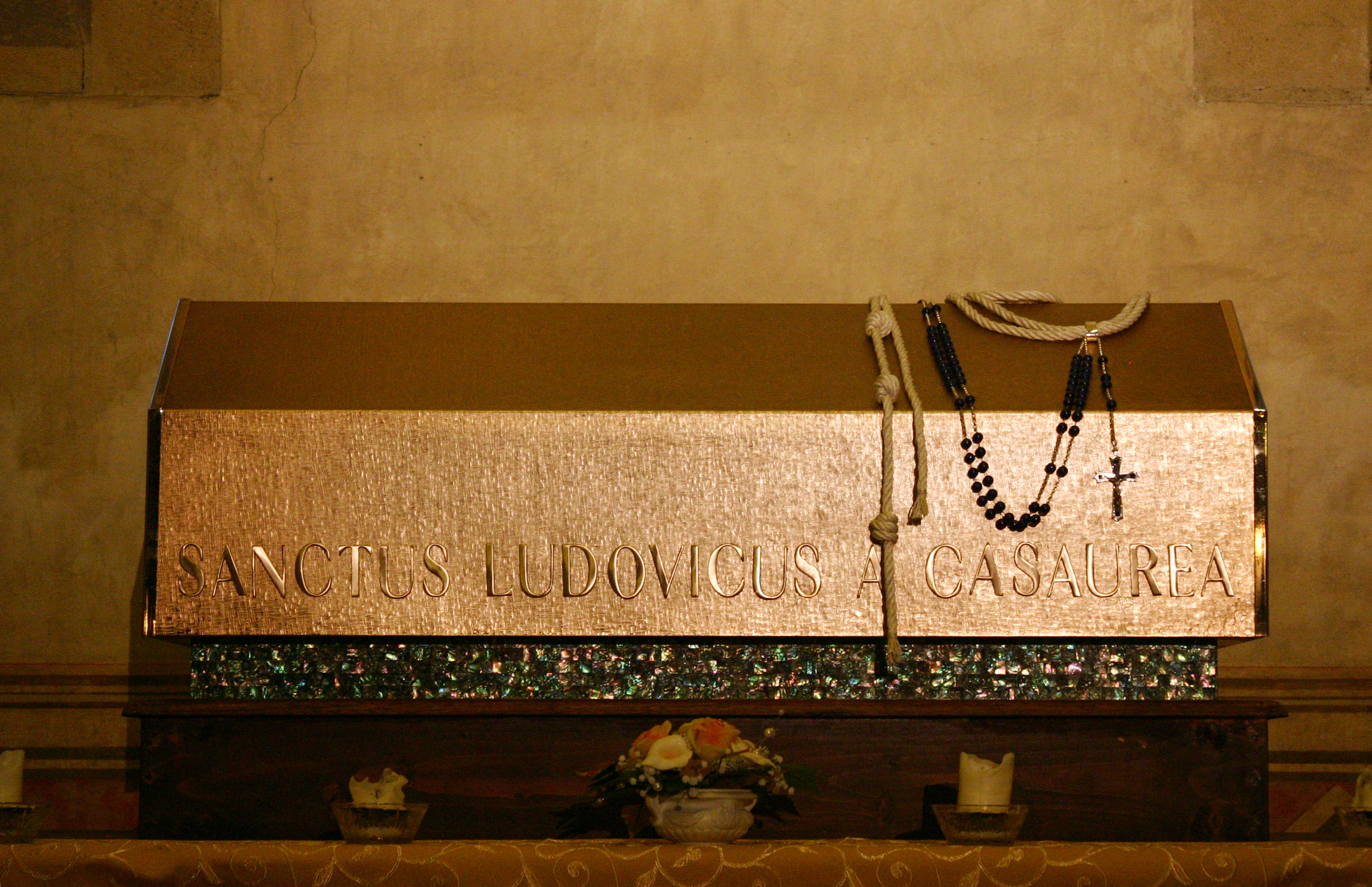
Рака с мощами Людвига из Казории в базилике Санта-Кьяра (Неаполь).

Процесс канонизации Людвига из Казории начался уже несколько месяцев спустя после его кончины. Папа Иоанн Павел II беатифицировал его 18 апреля 1993 года. Папа Франциск причислил его к лику святых на мессе 23 ноября 2014 года.
День памяти — 30 марта.